# Bársony Éva
Bársony Éva (Budapest, 1939. június 19. –) magyar újságíró, filmkritikus. Császár István író volt felesége, egy fiuk született.

## Életpályája
1945-1953 között Dunakeszin jár általános iskolába. 1953-1957 között a II. Rákóczi Ferenc Gyakorló Közgazdasági Technikum tanulója, 1957-62 között az ELTE BTK magyar-bolgár szakos hallgatója. 1965-ben végzi el a MUOSZ Újságíró Iskolát. 1962-1964 között általános iskolai tanárként dolgozik, 1964-től publikál kulturális témákban számtalan újságban.
1966-tól az Esti Hírlap kulturális rovatának szerzőjeként dolgozik, elsősorban filmkritikákat, interjúkat ír. 1991 és 1995 között az újság kultúra rovatának vezetője. 1992 óta a Népszava kulturális rovatának főmunkatársa, heti több tucat anyag szerzője még 75 éves korában is.
Számtalan híres interjú kötődik nevéhez, többek között Illyés Gyulával, Déry Tiborral, Ottlik Gézával és Phil Collins-szal készített interjút. 1994-ben a Magyar Újságírók Országos Szövetsége a Kulturális Publicisztikáért elismeréssel tüntette ki. Tagja a Magyar Filmért Szövetségnek is. Rendszeresen vesz részt nemzetközi filmfesztiválokon, 2008-ban a csehországi Karlovy Vary-i Nemzetközi Filmfesztivál közép-európai filmeket műsorra tűző "East of the West" versenyprogramjának zsűritagja volt.